# サメーダン
サメーダン (Samedan ロマンシュ語発音: [saˈmedən] ( 音声ファイル)) は、スイス南東部のグラウビュンデン州マローヤ郡にある基礎自治体（ポリティッシェ・ゲマインデ）。サメダンと表記されることも多い。マローヤ郡の郡庁所在地である。

## 地理

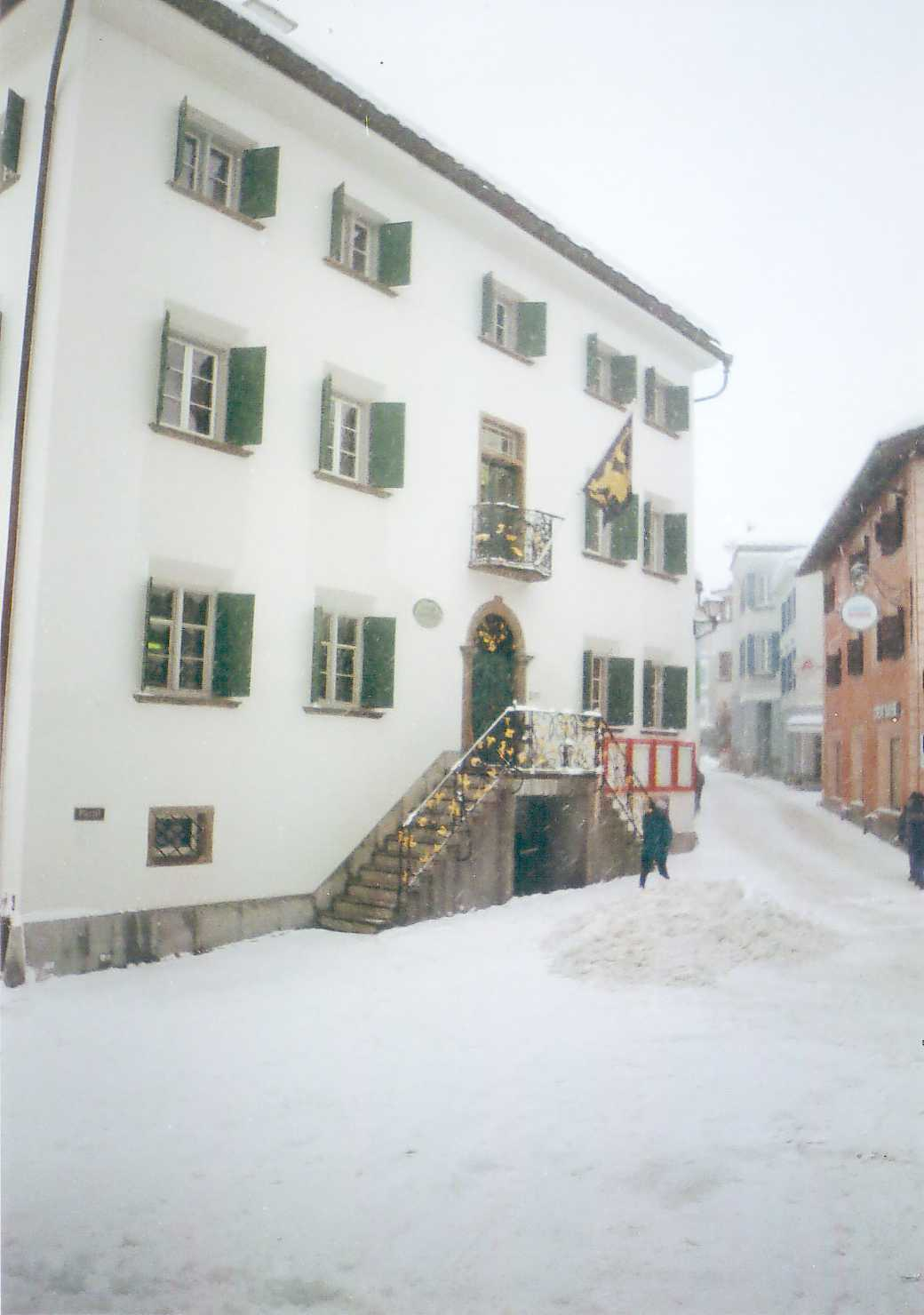
冬のサメーダン町役場

サメーダンの面積は114km2で、2006年現在の土地利用は16.2%が農地、9.1%が森林、1.9%が建物および道路、残る72.9%が河川・氷河・山などの非開発地である。
この自治体は、イン川に沿ったエンガディンの谷の中央に位置し、エンガディンを上下に二分したうちのオーバーエンガディン地方に属する。自治体はマローヤ郡に属し、サメーダン中心街と、ロゼック谷のほぼ全域を含むプント・ムラーユ (Punt Muragl) というベーヴァーの谷の上部にある飛び地の2つの集落から成る。1943年までサメーダンはサマーデンという名で知られていた。
サメーダンはマローヤ郡の郡庁所在地で、地域の拠点病院であるオーバーエンガディン病院 (Spital Oberengadin) や中等学校のアカデミア・エンガディナ (Academia Engiadina) がある。

## 歴史
サメーダンが初めて書物に記載された1139年にはサマーデン (Samaden) と記されていた。以後、1334年にセメーデン (Semeden)、1367年にセマーデン (Semaden)、1498年にスマダ (Sumada)、1527年にサメーデン (Sameden) と記録されていた。

## 人口

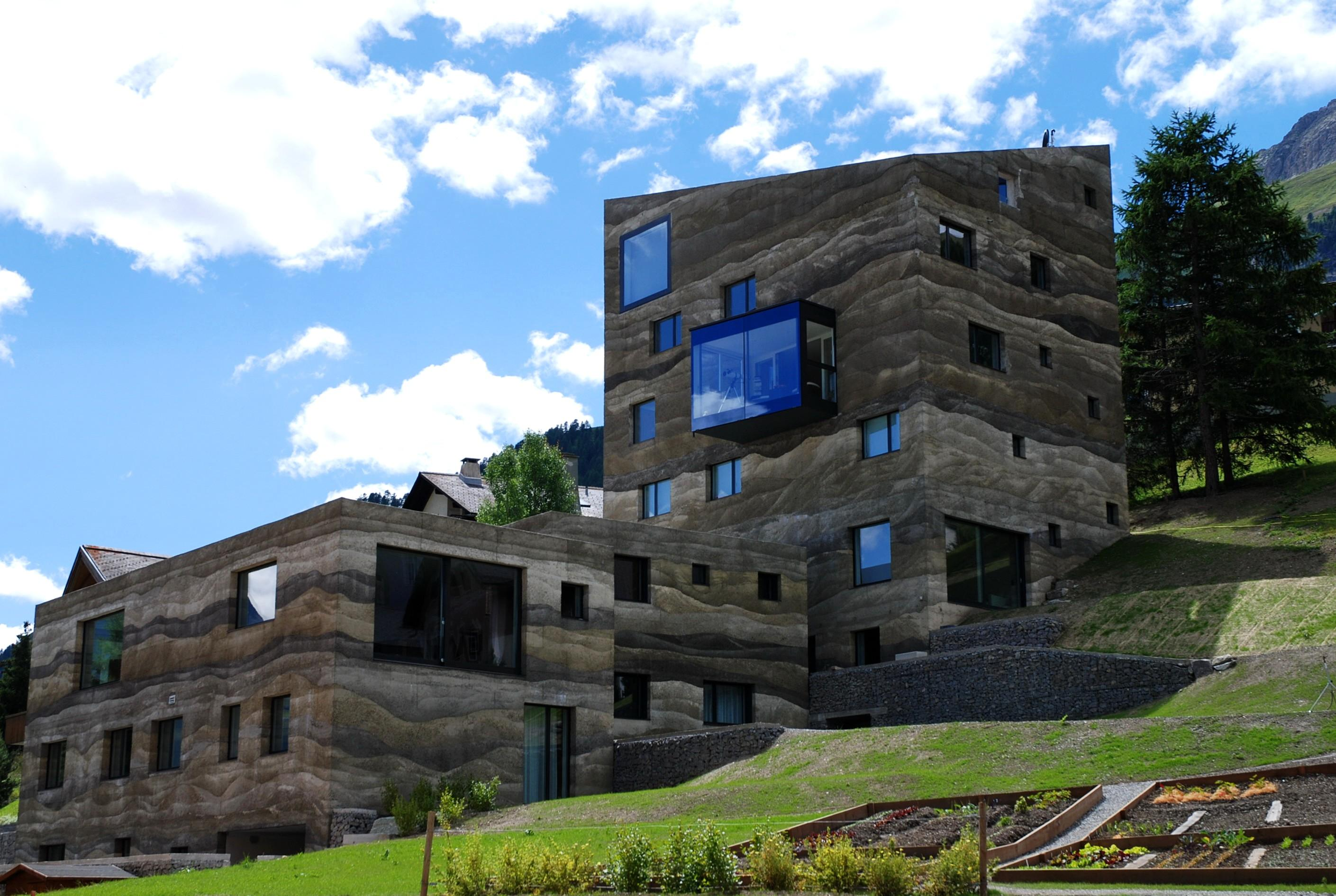
サメーダンの近代的な住宅

サメーダンの人口は2009年12月31日現在、2,976人である。2008年のデータでは、22.0%が外国籍を持つ住民である。過去10年間の人口増加率は4.1%である。人口変動に関しては以下の通り。
| 年次（年） | 人口（人） |
| ---------- | ---------- |
| 1850       | 412        |
| 1900       | 967        |
| 1930       | 1,783      |
| 1950       | 1,685      |
| 1980       | 2,553      |
| 2000       | 3,069      |

人口構成は2000年現在、以下の通りである。
| 年齢（歳） | 人数（人） | 人口比（％） |
| 0 - 9      | 267        | 8.7          |
| 10 - 14    | 155        | 5.1          |
| 15 - 19    | 281        | 9.2          |
| 20 - 29    | 460        | 15.0         |
| 30 - 39    | 541        | 17.6         |
| 40 - 49    | 462        | 15.1         |
| 50 - 59    | 385        | 12.5         |
| 60 - 69    | 209        | 6.8          |
| 70 - 79    | 189        | 6.2          |
| 80 - 89    | 103        | 3.4          |
| 90 - 99    | 17         | 0.6          |

スイス国民は全体的に高い教育水準にある。サメーダンの25歳から64歳の住民の75.7%が義務教育ではない後期中等教育（すなわち高等学校）または他の高度な教育（大学）を修了している。

## 政治
2007年のスイス連邦選挙 (Swiss federal election, 2007) では、最も得票した政党はスイス社会民主党で30.6%を獲得した。次点はスイス国民党の28.7%、以下、スイス自由民主党の28.2%、スイスキリスト教民主党の10.4%となった。

## 経済
サメーダンの失業率は1%である。2005年現在、35人が第一次産業に従事し、13事業所がある。554人が第二次産業で37事業所がある。1,891人は第三次産業で194事業所がある。

## 言語
2000年の統計では、61.5%がドイツ語を使用し、2番目に話者が多いのがロマンシュ語 (16.7%) 3番目がイタリア語 (14.9%) である。
従来、オーバーエンガディン地方はロマンシュ語のプーター方言 (Puter) を話す地域であった。他地方との交易が増えるにつれて、19世紀にロマンシュ語の使用は衰退していった。1880年にはロマンシュ語を第一言語とする話者はわずか47%、1910年には45%、1941年には42%まで減少した。ロマンシュ語を第一言語とする割合は1970年までに31%に低下した。
1980年代にはロマンシュ語話者の実数は、わずかに増加したが、比率は減少を続けた。第一言語ではないものの、2000年の調査では42%がロマンシュ語を理解する。
| サメーダンの言語 |                |                |                |                |                |                |
| 言語             | 1980年国勢調査 | 1980年国勢調査 | 1990年国勢調査 | 1990年国勢調査 | 2000年国勢調査 | 2000年国勢調査 |
| 言語             | 実数           | パーセント     | 実数           | パーセント     | 実数           | パーセント     |
| ドイツ語         | 1140           | 44.65 %        | 1567           | 54.50 %        | 1886           | 61.45 %        |
| ロマンシュ語     | 841            | 32.94 %        | 649            | 22.57 %        | 511            | 16.65 %        |
| イタリア語       | 451            | 17.67 %        | 476            | 16.56 %        | 458            | 14.92 %        |
| 総人口           | 2553           | 100 %          | 2875           | 100 %          | 3069           | 100 %          |

## 交通

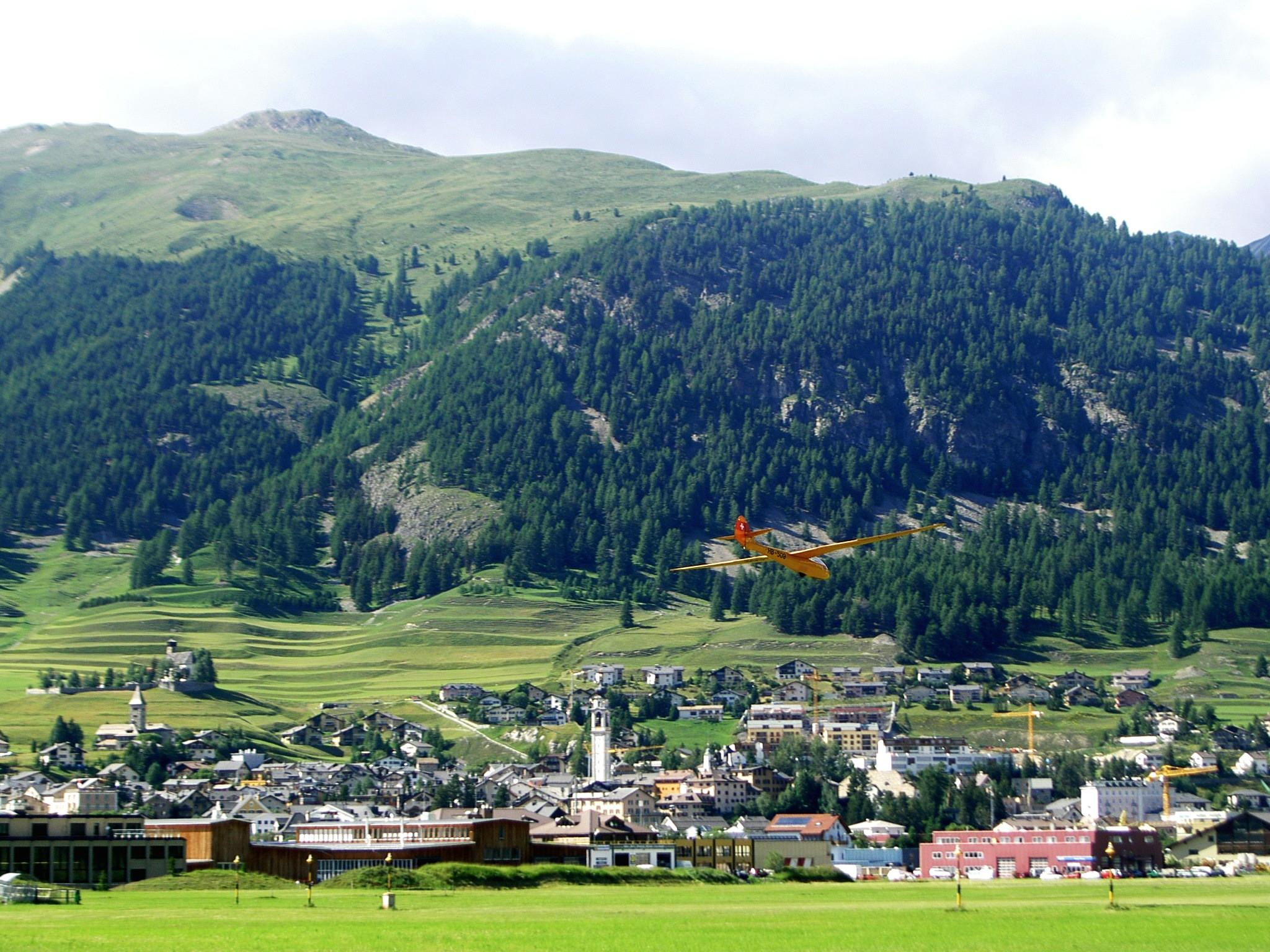
空港から見たサメーダンの町

オーバーエンガディン地方の行政の中心にあり、レーティッシュ鉄道の主要駅の1つであるサメーダン駅 (Samedan station) や地方空港のエンガディン空港（サメーダン空港とも言う）がある。サメーダン駅はポントレジーナ (Pontresina)、クール、サンモリッツ行きの普通列車とベルニナ急行が発着するが、氷河急行は通過する。（乗車券を購入することはできる。）

## 史跡
カトリックの聖心教会とフンダズィウン・デ・プランタ図書館 (Library of Fundaziun de Planta) は、スイスの国指定史跡となっている。
このほか、中心街にサメーダン改革派教会 (Reformierte Kirche Samedan)、中心街を見下ろす丘に聖ペーター教会 (Die Kirche St. Peter) がある。

## 気候
サメーダンの年平均降水日数は95.5日で年平均降水量は700mmである。最も湿潤な月は8月で月平均降水量は99mで、月平均降水日数は11.5日である。最も乾燥する月は2月で25mm、月平均降水日数は5.3日である。なお、測候所の標高は1,708mである。
| サメーダン（1981-2010）の気候 | サメーダン（1981-2010）の気候 | サメーダン（1981-2010）の気候 | サメーダン（1981-2010）の気候 | サメーダン（1981-2010）の気候 | サメーダン（1981-2010）の気候 | サメーダン（1981-2010）の気候 | サメーダン（1981-2010）の気候 | サメーダン（1981-2010）の気候 | サメーダン（1981-2010）の気候 | サメーダン（1981-2010）の気候 | サメーダン（1981-2010）の気候 | サメーダン（1981-2010）の気候 | サメーダン（1981-2010）の気候 |
| 月                            | 1月                           | 2月                           | 3月                           | 4月                           | 5月                           | 6月                           | 7月                           | 8月                           | 9月                           | 10月                          | 11月                          | 12月                          | 年                            |
| ----------------------------- | ----------------------------- | ----------------------------- | ----------------------------- | ----------------------------- | ----------------------------- | ----------------------------- | ----------------------------- | ----------------------------- | ----------------------------- | ----------------------------- | ----------------------------- | ----------------------------- | ----------------------------- |
| 平均最高気温 °C （°F）        | −1.6 (29.1)                   | 0.5 (32.9)                    | 3.7 (38.7)                    | 7.4 (45.3)                    | 12.9 (55.2)                   | 16.4 (61.5)                   | 19.3 (66.7)                   | 18.7 (65.7)                   | 14.9 (58.8)                   | 10.9 (51.6)                   | 3.7 (38.7)                    | −1.2 (29.8)                   | 8.8 (47.8)                    |
| 日平均気温 °C （°F）          | −9.1 (15.6)                   | −7.8 (18)                     | −2.8 (27)                     | 1.6 (34.9)                    | 6.6 (43.9)                    | 9.9 (49.8)                    | 12.2 (54)                     | 11.5 (52.7)                   | 7.9 (46.2)                    | 3.8 (38.8)                    | −2.7 (27.1)                   | −7.5 (18.5)                   | 2.0 (35.6)                    |
| 平均最低気温 °C （°F）        | −17.1 (1.2)                   | −16.9 (1.6)                   | −10.5 (13.1)                  | −4.7 (23.5)                   | −0.2 (31.6)                   | 2.5 (36.5)                    | 4.3 (39.7)                    | 4.1 (39.4)                    | 0.9 (33.6)                    | −3.0 (26.6)                   | −9.3 (15.3)                   | −14.6 (5.7)                   | −5.4 (22.3)                   |
| 降水量 mm （inch）            | 28 (1.1)                      | 20 (0.79)                     | 26 (1.02)                     | 39 (1.54)                     | 78 (3.07)                     | 90 (3.54)                     | 93 (3.66)                     | 99 (3.9)                      | 73 (2.87)                     | 68 (2.68)                     | 61 (2.4)                      | 36 (1.42)                     | 713 (28.07)                   |
| 降雪量 cm （inch）            | 52.4 (20.63)                  | 38.9 (15.31)                  | 32.5 (12.8)                   | 23.5 (9.25)                   | 6.3 (2.48)                    | 0.6 (0.24)                    | 0.3 (0.12)                    | 0.3 (0.12)                    | 1.2 (0.47)                    | 8.1 (3.19)                    | 40.8 (16.06)                  | 49.9 (19.65)                  | 254.8 (100.31)                |
| 平均降水日数 （≥1.0 mm）      | 5.3                           | 4.2                           | 4.8                           | 6.0                           | 9.3                           | 10.3                          | 10.0                          | 10.5                          | 7.8                           | 7.6                           | 7.0                           | 6.0                           | 88.8                          |
| 平均降雪日数 （≥1.0 cm）      | 9.1                           | 7.4                           | 7.6                           | 5.8                           | 1.5                           | 0.3                           | 0.1                           | 0.1                           | 0.6                           | 2                             | 6.8                           | 9.1                           | 50.4                          |
| % 湿度                        | 77.9                          | 73.5                          | 71.2                          | 69.7                          | 69.5                          | 69.6                          | 70.3                          | 72.5                          | 73.4                          | 74.9                          | 78.2                          | 79.7                          | 73.4                          |
| 平均月間日照時間              | 117                           | 121                           | 140                           | 138                           | 158                           | 176                           | 200                           | 180                           | 154                           | 140                           | 106                           | 103                           | 1,733                         |
| 出典：MeteoSwiss              |                               |                               |                               |                               |                               |                               |                               |                               |                               |                               |                               |                               |                               |

## サメーダンを舞台とする作品
イアン・フレミングの小説およびそれを原作とする映画『女王陛下の007』において、ジェームズ・ボンドがピッツ・グロリアにあるエルンスト・スタヴロ・ブロフェルドの山荘からサメーダンの町へ脱出し、後に彼の妻となるテレサ (Tracy Bond) を救出した。